# .ug
.ug ist die länderspezifische Top-Level-Domain (ccTLD) von Uganda. Sie existiert seit dem 8. März 1995 und wird vom Unternehmen Uganda Online Ltd. mit Hauptsitz in Kampala verwaltet.

## Eigenschaften
Insgesamt darf eine .ug-Domain zwischen drei und 63 Zeichen lang sein, wobei nur alphanumerische Zeichen verwendet werden können. Sonderzeichen im Punycode-Verfahren sind nicht möglich. Die Vergabe einer Adresse erfolgt in Echtzeit und benötigt in der Regel nur einen Tag. Registrierungen werden sowohl auf zweiter, als auch auf dritter Ebene durchgeführt. Es stehen folgende Second-Level-Domains zur Verfügung:
- ac.ug – akademische Institutionen
- co.ug – kommerzielle Organisationen
- or.ug – gemeinnützige Organisationen
- org.ug – gemeinnützige Organisationen
- ne.ug – Internet Service Provider
- sc.ug – Bildungsbranchen
- go.ug – Regierung
- com.ug – Wirtschaft

Seit dem Jahr 2004 kann jede natürliche oder juristische Person weltweit eine .ug-Domain bestellen. Ein Wohnsitz bzw. eine Niederlassung in Uganda sind nicht mehr notwendig.

## Verbreitung
Der höchste bekannte Handelspreis in Höhe von 2600 US-Dollar wurde 2007 für die Adresse casino.ug erzielt.